# Atherinella blackburni
Atherinella blackburni is een straalvinnige vissensoort uit de familie van koornaarvissen (Atherinopsidae). De wetenschappelijke naam van de soort is voor het eerst geldig gepubliceerd in 1949 door Schultz.